# Embalse
Embalse ist eine Ortschaft am Stausee Río Tercero im Departamento Calamuchita in der südlichen Provinz Córdoba in Zentralargentinien. Sie zählt mitsamt ihren Vororten Villa del Dique und Villa Rumipal etwa 10.000 Einwohner und ist ein bekanntes Ferienzentrum.
In Embalse befindet sich das Kernkraftwerk Embalse mit einem CANDU-Reaktor (Typ 6). Dieses ist das bisher leistungsstärkste Kernkraftwerk Argentiniens.

## Sport
Embalse war einer der Austragungsorte der Faustball-Weltmeisterschaft 2015.

## Persönlichkeiten
- Nahuel Molina (* 1998), Fußballspieler